# Karl Friedrich von dem Knesebeck
Karl Friedrich von dem Knesebeck (né le 5 mai 1768 à Karwe et mort le 12 janvier 1848 à Berlin) est un maréchal prussien.

## Biographie

### Origine
Karl Friedrich est issu de la famille noble von dem Knesebeck (de) et est le fils du lieutenant Friedrich Wilhelm Leopold von dem Knesebeck (1735-1803) et son épouse Sophie Henriette, née von dem Knesebeck (1744-1770).

### Carrière militaire
Knesebeck s'engage le 1er juillet 1782 comme caporal dans le 20e régiment d'infanterie "von Kalckstein" à Magdebourg. Le 11 février 1787, il est transféré au 21e régiment d'infanterie "Duc de Brunswick" en tant qu'enseigne. En 1790, Knesebeck arrive en Silésie avec son régiment. En tant que jeune sous-lieutenant, il y rencontre Goethe, lui-même écrivain et ami proche de son camarade régimentaire et poète Franz Alexander von Kleist. Goethe s'exprime en termes élogieux sur les vers de von Kleist, tout en disant : "que de beaux vers et des rimes lisses ne font pas encore un poète, et que l'on ne peut ainsi que montrer comment on a la main sur la langue ; après 50 ans, chaque demoiselle de compagnie fera sans doute sa déclaration d'amour en vers rimés". Knesebeck écrit plus tard dans ses mémoires que les cinquante ans sont désormais écoulés et que les journaux montrent chaque jour combien Goethe a prédit juste à l'époque.
Lors de la guerre de la première coalition, Knesebeck attire l'attention du duc de Brunswick en raison de son efficacité ; celui-ci l'emploie en 1794 à des travaux d'état-major général. En 1797, il devient premier lieutenant, deux ans plus tard capitaine et trois ans plus tard major.
En 1803, en tant qu'adjudant d'inspection du général Ernst von Rüchel, il rédige un mémorandum au duc de Brunswick sur l'établissement d'une Landwehr, qu'il appelle la « Légion d'honneur » pour l'État prussien. Ce projet d'organisation est considéré comme une base notable pour la constitution militaire ultérieure de Scharnhorst. En décembre 1803, Knesebeck est nommé quartier-maître à l'état-major général. Une mission auprès du prince-électeur Guillaume Ier de Hesse marque le début d'une série d'actions diplomatiques au cours desquelles il travaille pour la Prusse.
Knesebeck a vécu la majeure partie de la campagne de 1806 contre Napoléon au sein de l'état-major du général von Rüchel. On dit que c'est grâce à la présence d'esprit de Knesebeck lorsqu'il intervient avec la cavalerie que le roi de Prusse Frédéric-Guillaume III échappe à la capture imminente lors de la bataille d'Iéna en 1806. Il prouve sa capacité stratégique dans le projet de la bataille victorieuse de Pułtusk le 26 décembre 1806. Le roi le décore de l'ordre Pour le Mérite et le promeut le 16 mai 1807 lieutenant-colonel.
Le 21 septembre, Knesebeck reçoit le congé qu'il a demandé ; il se retire dans ses propriétés, mais la campagne d'Autriche de 1809 ne le laisse pas en repos. Il reçoit du roi de Prusse la mission secrète d'observer ce qui se passe en Autriche et de signaler une occasion favorable d'intervenir.
En 1812, Knesebeck entreprend une nouvelle tâche diplomatique difficile, dont le succès est à la base de l'organisation victorieuse des combats des Alliés contre Napoléon en 1813. Il reçoit du chancelier d'État Hardenberg la mission officielle d'informer l'empereur de Russie que Napoléon se verra contraint de faire marcher ses troupes contre la Russie si l'empereur n'évite pas la guerre. Mais il reçoit du roi de Prusse l'ordre secret d'inciter le tsar Alexandre Ier à attirer Napoléon dans les vastes espaces de son pays et à ne pas faire la paix avant que l'armée de Napoléon ne se soit elle-même épuisée dans la vaste Russie. D'après ses notes, l'empereur de Russie répond : "qu'il ne ferait pas la paix, même s'il devait reculer jusqu'à Kazan".
Le 6 mars 1813, Knesebeck est nommé colonel et adjudant-général du roi. La même année, il devient encore major général, reçoit les feuilles de chêne du Pour le Mérite le 19 octobre et est finalement promu lieutenant général en décembre. Il participa largement aux guerres de 1813 à 1815 au quartier général du roi, sur lequel il exerce cependant souvent une influence peu favorable. En 1815, il tente d'écarter Blücher.

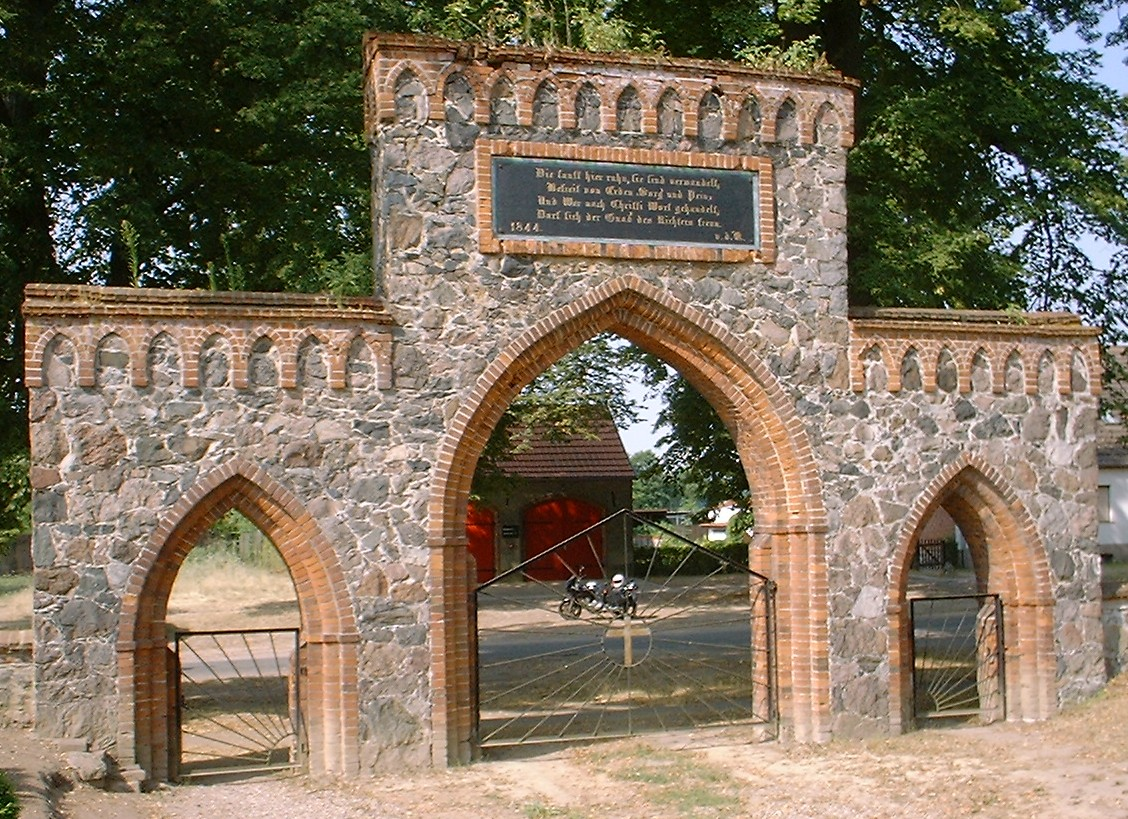
Inscription de Knesebeck sur le portail du cimetière de Neuruppin -Karwe

Il est à nouveau désigné pour négocier avec Vienne l'adhésion de l'Autriche à la grande coalition. Plus tard, il accompagna le roi de Prusse à Londres et participe au Congrès de Vienne de 1815.
En 1823, le roi Frédéric-Guillaume III offre à Knesebeck les parties de Huysburg (de) qui ne sont pas affectées à la paroisse. Celui-ci fait raser de grandes parties du monastère et construit avec les matériaux un château (de) dans la commune voisine de Röderhof.
En tant que chef du corps équestre de la police militaire, Knesebeck est promu général d'infanterie en 1825 et, en 1831, après la mort de Gneisenau, nommé commandant en chef de toute l'armée d'observation mise en place en Pologne. En 1832, il reçoit l'ordre de l'Aigle noir pour ses services au nom de l'État prussien. La longue période de paix lui donne l'occasion de se consacrer aux études scientifiques et à la poésie, auxquelles il s'est adonné dans sa jeunesse d'officier.
Le 7 octobre 1847, le roi Frédéric-Guillaume IV lui accorde la distinction de maréchal de camp actif par une lettre de reconnaissance suprême, mais Knesebeck la refuse en raison de son âge. Il demande à partir, ce qui lui est accordé en même temps que sa nomination de maréchal général. Cet homme de confiance de deux rois de Prusse meurt le 12 janvier 1848 à Berlin.

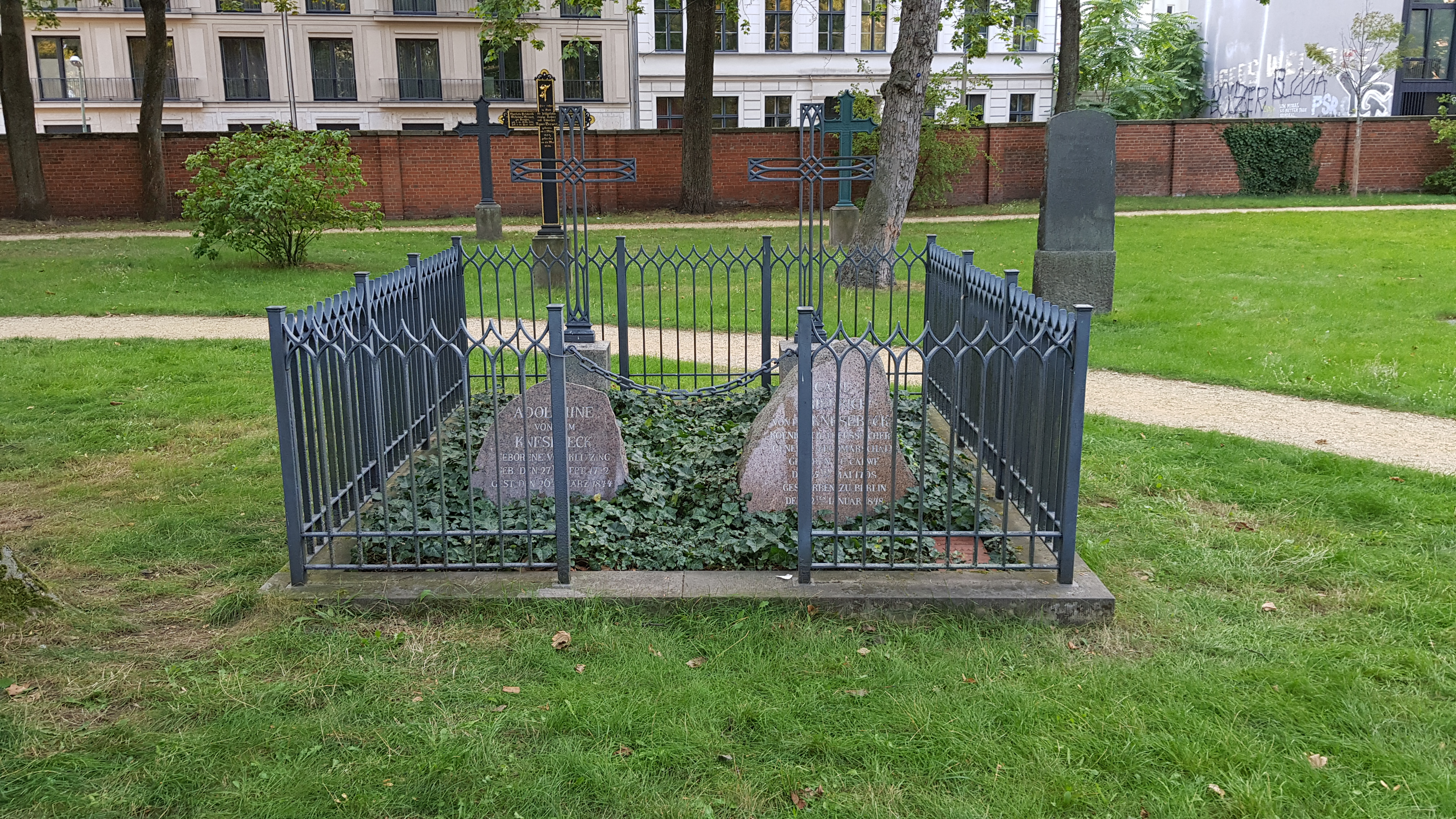
Tombe en septembre 2020

Sa tombe se trouve dans l'ancien cimetière de garnison de Berlin. Elle est dédiée comme tombe d'honneur à la ville de Berlin. Sur l'église de Neuruppin-Karwe se trouve une plaque commémorative à sa mémoire, qui dit : "Carl Friedrich von dem Knesebeck, né à Carwe en 1768, mort à Berlin en 1848. Maréchal général royal de Prusse, a combattu pour l'honneur de son roi et de sa nation dans 17 batailles et a servi le bien de la patrie depuis l'âge de 13 ans jusqu'à sa mort. Paix à ses cendres, honneur à sa mémoire".
La Knesebeckstrasse à Berlin-Charlottenburg porte son nom depuis 1866.

### Famille
Il se marie le 7 mai 1815 à Berlin avec Adolphine von Klitzing (1772–1844), divorcée von Werdeck. Le couple a les enfants suivants :
- Alfred Cuno Paridam (de) (1816-1883), fondateur de la lignée Knesebeck-Milendonk (autorisation de Guillaume Ier du 10. mars 1870) marié à Dresde le 28 septembre 1843 Franziska Sophie von Bojanowski (née le 5 octobre 1822 et morte le 14 octobre 1910)
- Cécile (née le 29 août 1816 et mort le 7 juillet 1872)

## Éditions
- Lob des Krieges. 1805.
- Betrachtung über den jetzigen Krieg und die Ursachen seiner falschen Beurtheilung. Berlin 1794.
- Europa in Bezug auf den Frieden. zusammen mit Emmanuel-Joseph Sieyès, London 1794.
- Kurze Uebersicht des Feldzuges im Jahr 1793 zwischen dem Rhein und der Saar. Aus dem Tagebuch eines bey der Alliirten Armee befindlichen Englischen Officiers frey übersetzt. 2 Teile, zusammen mit Christian von Massenbach, Frankfurt und Leipzig 1794.

Une partie de la succession de Karl Friedrich von dem Knesebeck, allant de 1807 à 1815, se trouve dans les archives d'État secrètes du patrimoine culturel prussien (de) à Berlin. Une autre partie a été détruite dans un incendie dans les archives de l'armée de Potsdam en 1945.